# Lena, Lady Login
Lena, Lady Login, född 1820, död 1904, var en skotsk lärare och författare. 
Hon var lärare i brittisk etikett åt den avsatta Duleep Singh mellan 1849 och 1853, och eskorterade honom till England. Drottning Viktoria gav år 1858 uppdraget att arrangera ett äktenskap år den indiska prinsessan Victoria Gouramma. 
Hon utgav sina memoarer som beskrev hennes liv i Indien och hennes tid med Duleep Singh.